# Armada Music
Armada Music é uma gravadora neerlandesa especialista em lançar electronic dance music, cofundada por Armin van Buuren.
Armada Music é uma gravadora independente e foi criada em Junho de 2003 por Armin van Buuren, Maykel Piron e David Lewis. O nome "Armada" foi formado pelas duas primeiras letras dos nomes dos fundadores. Em 2013, Armada Music celebra seu décimo aniversário. Em 2009, 2010, 2011 e 2012, Armada Music recebeu o título de ‘Melhor Gravadora Dance Global’, premiado pelo International Dance Music Awards.
A abordagem em combinar tudo relacionado à música em uma só companhia tem atraído vários nomes conhecidos para a gravadora, tais como: Chicane, Matt Darey, York, Roger Shah, Paul Oakenfold, Paul van Dyk, Markus Schulz, Dash Berlin, BT, Andy Moor, Gabriel & Dresden e Max Graham, que são responsáveis pelas atividades de A&R de suas próprias gravadoras dentro da Armada Music, enquanto o próprio van Buuren trabalha com as atividades de A&R para os selos 'Armind' e 'A State of Trance'. A Armada Music tem mais de 25 subselos diferentes representando diferentes tipos de música eletrônica.

## Subselos
| - A State of Trance - Armada Deep - Armada Digital - Armada Chill - Armada Subjekt - Armada Captivating - Electronic Elements - Armind - Modena Records - Armada Zouk - Who's Afraid Of 138?! |

- Armada Trice
- Armada Deep
- Armada Subjekt
- Electronic Elements
- Armada Chill
- Armada Record Box
- Armada Captivating
- A State Of Trance
- Armind
- All I Need
- Delecta Records
- DAYS Like NIGHTS
- FlashOver Recordings
- SONO Music
- Who's Afraid Of 138!?
- SOLA Music
- King Street Sounds
- Unreleased Records
- Disconnected Records
- Perfecto Records
- slash Music

## Artistas
| - Alex M.O.R.P.H - Afrojack - Alexander Popov - Allen Watts - Andrew Rayel - Armin van Buuren - Arty - Ashley Wallbridge - ATB - ATFC - Ben Gold - Bob Sinclar - BT - Chicane - Cedric Gervais - Dash Berlin - David Gravell - DubVision - Emma Hewitt - Erick Morillo - EXIS - Fedde Le Grand - FeenixPawl - First State - Gareth Emery - GoldFish - Harry Homero - Heatbeat - Husman - John O'Callaghan - Juicy M. - Lost Frequencies - Loud Luxury - Mark Otten - MaRLo - Mark Sixma - M6 - Markus Schulz | - Maurice West - Morgan Page - Omnia - Ørjan Nilsen - Paul Oakenfold - Protoculture - Ruben de Ronde - Sem Vox - Shinovi - STANDERWICK - Sunnery James & Ryan Marciano - Sultan + Shepard - tyDi - Thomas Gold - Thomas Newson - W&W - Zack Martino |